# ガンメルオスト
ガンメルオスト (Gammelost) はノルウェーで生産されるブルーチーズ。"gammel"は「古い」を、"ost"は「チーズ」をあらわすノルウェー語で、すなわち"Gammelost"は「古いチーズ」の意。ヴァイキングが活躍していた時代から存在すると言われる。ポロポロした粒状の身は青緑色のカビを含み、脂肪分は1％ほどしか含んでいない。そして冷蔵しなくても長期保存できるという。
製造工程の凝固にあたっては酵素を用いず、酸凝固という製法で行う。そしてカビをつけて熟成させる。伝統的な製法ではジュニパーのエキスを浸透させた藁の上で熟成させる。この場合は短いもので 1箇月以上、長いと6箇月の熟成期間をとる。工場製に分類されるものは主に Vik(en) にある Tine社(en)が製造している。工場製の熟成期間は4-5週間である。
味は「刺激的」と表現されるもので、クラッカーやパンにのせてもよいし、果物やナッツ類との相性もよい。飲料は黒ビールやジン、冷やしたアクアビットがあう。